# Baie de Streletskaya
La baie de Streletskaya, ou baie de Striletska (en ukrainien : Стрілецька бухта ; en tatar de Crimée : Striletska körfesı ; c’est-à-dire « baie des streltsy »), est une baie ouvrant sur la mer Noire située sur la côte sud-ouest de la Crimée, à l’ouest de Sébastopol,,. Au plan administratif, elle est située dans le raïon de Gagarine qui fait partie de l’Ukraine (comme toute la Crimée) selon le droit international, mais est occupé et annexé par la Russie depuis 2014.

## Préhistoire
La baie donne son nom à la culture Kostenki-Streletskaya, au Paléolithique supérieur, en raison des nombreux artéfacts archéologiques qui y ont été trouvés (grattoirs, pointes de flèches). Deux sites archéologiques adjacents, nommés Streletskaya 1 et Streletskaya 2, ont été fouillés. Streletskaya 1 a été fouillé par S. N. Zamyatnin et P. P. Efimenko dans les années 1920, puis plus tard par A. N. Rogachev. Les fouilles les plus approfondies ont eu lieu à Streletskaya 2. Elles ont été menées par Rogachev en 1952-1953, lorsqu’il a trouvé une couche archéologique contenant un nombre important d’outils en pierre. Des datations récentes au radiocarbone ont montré que la couche archéologique contient des os d’animaux âgés de plus de 42 000 ans. La culture strélétskayenne est souvent considérée comme marquant la transition anthropologique entre l’homme de Néandertal et l’homme moderne, ainsi que la transition archéologique du Paléolithique moyen au Paléolithique supérieur,,

## Période contemporaine
En raison de sa proximité avec Sébastopol, la baie de Streletskaya a été le théâtre d’actions de guerre dans le cadre de la guerre russo-ukrainienne. Dans la nuit du 24 avril 2023, les forces armées ukrainiennes ont lancé une attaque contre la flotte russe de la mer Noire, avec des drones de surface navals qui ont tenté de pénétrer dans la baie de Streletskaya. Vers 3 h 30 du matin, les habitants de Sébastopol ont entendu de fortes explosions. Selon le gouverneur de la ville de Sébastopol, Mikhaïl Razvojaïev, l’un des drones de surface ennemis a été détruit par les forces anti-sous-marines. Le second a explosé tout seul sans causer de dégâts. Selon Razvozhaev, le drone marin n’est pas entré dans la baie de Streletskaya. La destruction du drone a été effectuée dans la rade extérieure. Les bâtiments, les jetées et les autres infrastructures du port n’ont pas été endommagés. Les fenêtres de quatre immeubles résidentiels ont été brisées.
Dans la nuit du 7 au 8 juin 2024, à nouveau, une série de puissantes explosions a été entendue dans différentes zones de la Crimée occupée. La première explosion aurait retenti dans la région de la centrale thermique de Balaklava. La deuxième explosion à Sébastopol est venue de la mer. C’était un drone marin. Les autorités d’occupation russes ont annoncé la destruction d’un drone ukrainien dans la baie de Streletskaya. Selon Mikhaïl Razvojaïev, aucun dommage aux infrastructures civiles n’a été enregistré, mais selon la chaîne Telegram locale Crimean Wind, l’explosion a soufflé des fenêtres à Sébastopol. Crimean Wind en a apporté des preuves photographiques.